# Samorząd Regionu Megiddo
Samorząd Regionu Megiddo (hebr. מועצה אזורית מגידו, Mo'atza Azorit Megido; ang. The Megiddo Regional Council) – samorząd regionu położony w Dystrykcie Północnym, w Izraelu.

## Położenie
Samorząd regionu jest położony wśród wzgórz Wyżyny Manassesa, która oddziela Dolinę Jezreel od równiny przybrzeżnej. Nazwa samorządu pochodzi od ruin starożytnego miasta Megiddo. Część osiedli jest położona na zboczach wzgórz w południowo-zachodnim skraju Doliny Jezreel.
Samorząd Regionu Megiddo jest położony w Poddystrykcie Jezreel, w Dystrykcie Północnym.

## Demografia
Samorząd regionu skupia 13 osad rolniczych, których mieszkańcami są w 95,8% Żydzi i 4,2% innymi narodowościami. Według danych Centralnego Biura Statystyki w 2010 roku w samorządzie mieszkało 10200 osób. Jest to populacja typowo wiejska. Według danych z 2009, przyrost naturalny w porównaniu do poprzedniego roku wyniósł 3,6%. W roku tym urodziło się 202 dzieci, a zmarło 60 osób. Całkowity przyrost naturalny wyniósł 142 osoby.
| Wiek (w latach) | Procent populacji w % |
| --------------- | --------------------- |
| 0 – 4           | 9,5                   |
| 5 – 9           | 8,2                   |
| 10 – 14         | 6,9                   |
| 15 – 19         | 5,8                   |
| 20 – 29         | 15,6                  |
| 30 – 44         | 22,3                  |
| 45 – 59         | 14,0                  |
| 60 – 64         | 4,9                   |
| 65 –            | 12,9                  |

## Historia
Obszar Wyżyny Manassesa był zamieszkany już w starożytności. Przebiegały tędy ważne strategicznie drogi łączące Dolinę Jezreel z równiną przybrzeżną i położoną dalej na południu równiną Szaron. Drogi tej strzegło starożytne miasto Megiddo. Nowoczesne osadnictwo żydowskie rozpoczęło się na początku lat 30. XX wieku wraz z wykupem ziemi przez organizacje syjonistyczne. Rozwijająca się w Brytyjskim Mandacie Palestyny społeczność żydowska już wcześniej rozpoczęła kolonizację Doliny Jezreel, na której południowo-zachodniej krawędzi powstał 3 listopada 1926 roku kibuc Miszmar ha-Emek. Podczas arabskich zamieszek w Palestynie w 1929 roku został on zaatakowany przez Arabów. Osada ocalała jedynie dzięki interwencji brytyjskiej policji, która zmusiła jednak żydowskich mieszkańców do opuszczenia kibucu do czasu uspokojenia się sytuacji. Po tygodniu powrócili do zniszczonej osady. Pionierzy rozpoczęli wtedy budowę systemu obronnego - wieży obserwacyjnej i obronnej palisady. W 1935 roku bardziej na północy utworzono moszawę Jokne’am. Nie zdołano tutaj uregulować wszystkich spraw własności, przez co pierwsi pionierzy musieli żyć na niewielkim skrawku ziemi. Ciężki warunki życia i trudności gospodarcze spowodowały, że w ciągu roku czasu połowa rodzin opuściła osadę. W styczniu 1936 roku powstał kibuc Ha-Zore’a. Nazwa osady (pol. Siewca) nawiązywała do idei „siewcy pokoju”, który miał symbolizować połączenie narodu żydowskiego z własną ziemia i odnową Ziemi Izraela. Pomimo pragnienia utrzymywania pokoju z arabskimi sąsiadami, współżycie od samego początku nie układało się zgodnie. Arabowie nie ustępowali ze sprzedanej ziemi, i pierwsi mieszkańcy kibucu byli zmuszeni utrzymywać się z bardzo niewielkiej działki. Mieszkali w namiotach, cierpieli od komarów z pobliskich bagien, chorób, ubóstwa i nędzy. Trudne warunki życia i brak podstaw ekonomicznych były przyczyną zniechęcenia i wyjazdu niektórych mieszkańców. Do kolejnych poważnych trudności doszło podczas arabskiego powstania w Palestynie (1936–1939). W maju 1936 roku doszło do wielokrotnych podpaleń pól należących do kibucu Miszmar ha-Emek. Podjęto także próbę podpalenia sąsiedniego lasu. W maju Arabowie zniszczyli także 2 tys. drzew owocowych należących do moszawy Jokne’am, a w sierpniu tego samego roku zastrzelili dwóch strażników. Atakowano także sąsiedni kibuc Ha-Zore’a.
W 1937 roku Żydzi rozpoczęli ekspansję w głąb masywu wzgórz Wyżyny Menassesa. Jako pierwszy powstał położony na zachód od Miszmar ha-Emek kibuc En ha-Szofet. Niemal natychmiast po powstaniu stał się on celem arabskich ataków. Od 1938 roku w miejscu zwanym Dżo’ara powstała główna baza szkoleniowa żydowskiej organizacji paramilitarnej Hagana. Lokalizacji tej sprzyjało izolowane położenie, odległe od osad ludzkich i stosunkowo niewielka obecność brytyjskich sił w okolicy. Bardzo szybko powstała tutaj szkoła oficerów i instruktorów wojskowych Hagany. W latach 1938–1948 przeszkolenie przeszło ponad tysiąc oficerów, którzy później tworzyli podstawy Sił Obronnych Izraela. W 1939 roku założono położony bardziej na zachodzie kibuc Dalijja, a w 1941 roku położony na północy kibuc Ramat ha-Szofet. Większość okolicznych gruntów była położona na stromych zboczach wzgórz, była słaba i pokryta grubą warstwą kamieni, przez co nie nadawała się do działalności rolniczej. Pionierzy początkowo oczyszczali niewielkie kawałki ziemi, na których tworzyli ogródki warzywne. Rozwijano także rzemiosło. Podczas II wojny światowej Brytyjczycy przystąpili do formowania żydowskich kompanii szturmowych Palmach. W kwietniu 1942 roku w kibucu Miszmar ha-Emek rozpoczęto pierwszy kurs sabotażu dla komandosów Palmach. Ćwiczenia odbywały się w sąsiednich zalesionych wzgórzach. Gdy rok później Brytyjczycy zrezygnowali ze współpracy z Żydami i skonfiskowali broń, członkowie Palmach zaatakowali brytyjski magazyn broni w Hajfie. Umożliwiła ona pełne uzbrojenie oddziału przebywającego w ukryciu w rejonie Miszmar ha-Emek.
W 1944 roku powstał moszaw En ha-Emek, który na początku XXI wieku został przekształcony w wioskę komunalną. W 1945 roku powstał kibuc Galed. W tym samym roku brytyjskie władze mandatowe utworzyły Radę Regionu Wzgórz Efraima, która była jednym z pierwszych podobnych stowarzyszeń regionalnych żydowskich osad rolniczych. Zrzeszała ona pięć osad z populacją około 3 tys. osób. Przyjęta 29 listopada 1947 roku Rezolucja Zgromadzenia Ogólnego ONZ nr 181 przyznawała obszar Wyżyny Manassesa państwu żydowskiemu. Arabowie odrzucili to rozwiązanie i rozpoczęli dzień później wojnę domową w Mandacie Palestyny. Siły Arabskiej Armii Wyzwoleńczej dowodzone przez Fauziego al-Kawukdżiego skutecznie sparaliżowały żydowską komunikację, a następnie przez 10 dni (4-14 kwietnia 1948 r.) prowadziły oblężenie kibucu Miszmar ha-Emek. Po raz pierwszy w czasie konfliktu izraelsko-arabskiego strona arabska użyła tutaj artylerii (7 dział należących do syryjskiej armii). Po pięciu dniach walk, jednostki Palmach zdołały przeprowadzić kontratak z rejonu kibucu Ein HaSzofet. Wysiedlono i zniszczono wówczas okoliczne arabskie wioski, wypierając siły arabskie w kierunku Dżaninu. W wyniku bitwy o Miszmar ha-Emek, Żydzi zdominowali całą okolicę. Jeszcze podczas trwania I wojny izraelsko-arabskiej został założony kibuc Ramot Menasze. Po wojnie, w 1949 roku założono kibuce Giwat Oz i Megiddo, oraz moszaw Eljakim. W 1951 roku przekształcono tymczasowy obóz imigrantów (maabarot) w moszaw Midrach Oz.
W niepodległym Izraelu przystąpiono do organizacji nowej administracji państwa. Równocześnie podjęto decyzję o zmianie nazwy samorządu regionu ze Wzgórz Efraima na Megiddo. Ze względu na formalne opóźnienia, dopiero w 1954 roku zatwierdzono Samorząd Regionu Megiddo. W okresie tym praktycznie zakończono proces tworzenia żydowskich osiedli w rejonie Wyżyny Menassesa.

## Polityka

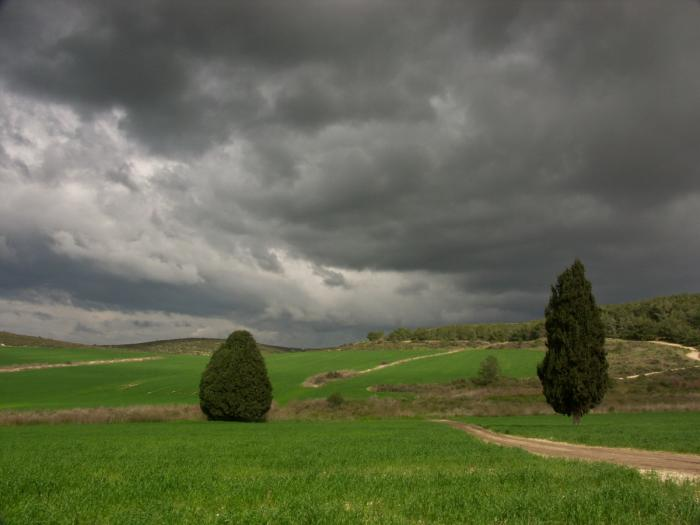
Jeden ze strumieni w okolicy kibucu En ha-Szofet

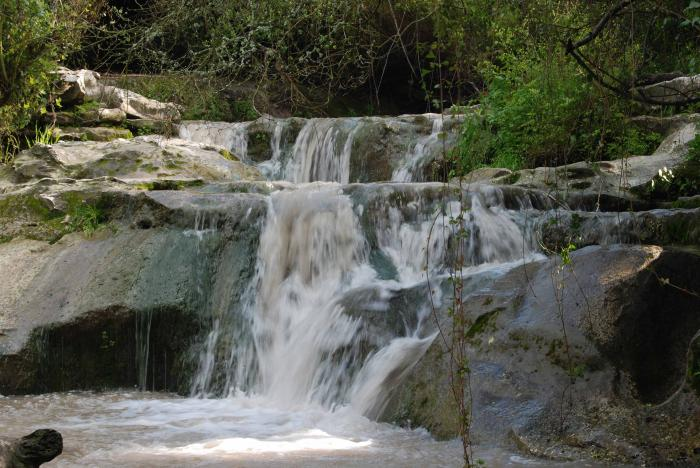
Typowy krajobraz Wyżyny Manassesa

Siedziba władz samorządu regionu znajduje się przy drodze nr 6954, na zachód od kibucu Ramat ha-Szofet.

## Osiedla
W 9 kibucach, 2 moszawach, 1 moszawie i 1 wiosce komunalnej żyje tutaj ponad 10 tys. mieszkańców.
| Kibuce: - Dalijja - En ha-Szofet - Galed - Giwat Oz - Ha-Zore’a | - Megiddo - Miszmar ha-Emek - Ramat ha-Szofet - Ramot Menasze | Moszawy: - Eljakim - Midrach Oz Moszawa: - Jokne’am | Wioski komunalne: - En ha-Emek |

## Edukacja i kultura
W Samorządzie Regionu Megiddo znajdują się 3 szkoły podstawowe (świeckie w kibucach En ha-Szofet i Ha-Zore’a, oraz religijna w moszawie Eljakim), oraz 1 szkoła średnia (w kibucu En ha-Szofet). Za dowóz dzieci do szkół odpowiada samorząd regionu. Przy kibucu En ha-Szofet znajduje się Muzeum Dżo’ara, które prezentuje historię organizacji wojskowych kursów szkoleniowych Hagany. W muzeum zgromadzono liczne pamiątki z tamtego okresu. Ważnym obiektem kulturalnym jest położone w kibucu Ha-Zore’a Muzeum Wilfrida. Prezentuje ono kolekcję sztuki z Dalekiego Wschodu.

## Turystyka
Obszar Wyżyny Manassesa stanowi od 2011 roku rezerwat biosfery UNESCO. Obejmuje on mozaikę tutejszych systemów ekologicznych, w tym obszary zalesione, źródła strumieni, wzgórza wulkaniczne i stanowiska archeologiczne. Tutejsze osady rolnicze są dogodnymi punktami wypadowymi do pieszych wędrówek po wzgórzach. Okoliczne wzgórza porasta gęsty las, który stwarza wrażenie, że są one położone w Europie. Wśród wzgórz wiją się malownicze strumienie, a wierzchołki porastają topole i wierzby. Obok kibucu Galed utworzono rezerwat przyrody tysięcy fiołków alpejskich. Niektórzy nazywają ten kibuc „Toskanią Izraela”.
Największą tutejszą atrakcją są ruiny starożytnego miasta Megiddo. Dla ochrony parku archeologicznego utworzono Park Narodowy Megiddo. Miejsce to zostało w 2005 roku wpisane na listę światowego dziedzictwa kultury UNESCO (wraz z ruinami Chasor i Beer Szewa). Na wzgórzu Tell Jokneam przy moszawie Jokneam można podziwiać ruiny zamku krzyżowców. Przy kibucu Miszmar ha-Emek znajduje się zbudowany w 1989 roku park rozrywki i pamięci Jaskinia Palmach. Jest on położony w ukryciu wśród drzew i krzewów typowych dla wzgórz Wyżyny Menassesa. Odtworzono tutaj atmosferę z czasów działalności jednostek Palmach. Specjalny park linowy zapewnia liczne atrakcje, a jednocześnie przypomina metody szkolenia komandosów. Organizowane są także wycieczki piesze po okolicy.

## Gospodarka
Gospodarka wiosek opiera się na rolnictwie, sadownictwie i hodowli zwierząt. W większości tutejszych osad znajdują się różne zakłady przemysłowe, które dają zatrudnienie mieszkańcom. Miejscem zatrudnienia są także okoliczne strefy przemysłowe miasta. Według danych z 2009 roku przeciętne miesięczne wynagrodzenie pracowników w Samorządzie Regionu Megiddo wynosiło 7853 szekli (średnia krajowa: 7070 ILS).

## Transport
Wzdłuż granic samorządu regionu przebiegają ważne arterie komunikacyjne Izraela. Po stronie zachodniej przebiega autostrada nr 6, na północy droga ekspresowa nr 70, na wschodzie droga nr 66, a na południu droga nr 65. Przez środek samorządu regionu przebiega droga nr 672, od której odchodzą drogi nr 6953 i 6954. W 2009 roku w regionie znajdowało się 3131 zarejestrowanych pojazdów mechanicznych, w tym 2387 samochodów.